# Patrick Gerigk
Patrick Gerigk (* 16. April 1972 in Berlin) ist ein ehemaliger deutscher American-Football-Spieler.

## Laufbahn
Gerigk studierte in den frühen 1990er Jahren an der University of the Pacific (US-Bundesstaat Kalifornien) Medienwissenschaften und Englisch und spielte für die Footballmannschaft der Hochschule. Anschließend spielte er bis 1996 für die Berlin Rebels, 1996 stand er in Diensten der Braunschweig Lions, 1997 dann der Kiel Baltic Hurricanes. Er wurde 1997 in die deutsche Nationalmannschaft berufen. Zusammen mit seinen Mannschaftskollegen Marco Knorr und Pascal Ritzheim, die im selben Jahr in die Auswahl kamen, gehörte er somit zu den ersten Nationalspielern der Kieler. 1999 spielte er für Frankfurt Galaxy (NFL Europe) und gewann mit der Mannschaft Ende Juni 1999 den World Bowl. Im Jahr 2000 wechselte der Wide Receiver (der in seiner Karriere teils auch als Quarterback fungierte) von Kiel zu den Hamburg Blue Devils. An der Elbe spielte Gerigk bis 2002 und gewann in dieser Zeit mit den Blauen Teufeln zweimal (2001, 2002) die deutsche Meisterschaft.
Zur Saison 2007 kehrte der 1,83 Meter große Gerigk zu den Berlin Rebels (zweite Liga) zurück. 2008 beendete er seine Laufbahn. Im Herbst 2010 wurde er Berater des Regionalligisten Bremen Firebirds. Bei den Ritterhude Badgers (Regionalliga) wurde er Mitglied des Trainerstabs, betreute die Receiver und war ab der Saison 2014 für die Koordination des Angriffsspiels zuständig.
Mit der deutschen Nationalmannschaft wurde er 2000 Vize-Europameister.